# Comuna Podenii Noi, Prahova
Podenii Noi este o comună în județul Prahova, Muntenia, România, formată din satele Ghiocel, Mehedința, Nevesteasca, Podenii Noi (reședința), Podu lui Galben, Popești, Rahova, Sălcioara, Sfăcăru și Valea Dulce.

## Așezare
Comuna se află în valea râului Lopatna (un pârâu cu apă sărată), în zona cursului inferior al său. Satele sunt dispu se de-a lungul a două linii, una în vale, spre nord, pe malurile răului, cu satele Podu lui Galben, Sfăcăru, Podenii Noi, Valea Dulce și Popești; și a doua în zona de sud, pe versantul unui deal, cu satele Ghiocel, Mehedința, Nevesteasca, Sălcioara. Un alt curs de apă din comună este pârâul Oghiza.S= 37,57 km2,din care 31,83 km2 extravilan.     Vecini: la N comuna Șoimari ,la E comuna Apostolache ,la SE comuna Gornet-Cricov ,la S comuna Iordăcheanu , la V comuna Bălțești și la NV comuna Păcureți .
Prin partea sa nordică, comuna este traversată de șoseaua județeană DJ102M, care o leagă spre vest de Bălțești și spre est de Apostolache, iar prin partea de sud de șoseaua județeană DJ100L, care duce spre vest la Măgurele (unde se termină în DN1A) și spre est și sud-est la Iordăcheanu. Din DJ102M, la Podenii Noi se ramifică șoseaua județeană DJ100M, care duce spre nord la Șoimari, Surani și Cărbunești.

## Demografie
Componența etnică a comunei Podenii Noi
     Români (89,13%)
     Romi (4,47%)
     Alte etnii (0%)
     Necunoscută (6,41%)
Componența confesională a comunei Podenii Noi
     Ortodocși (92,18%)
     Alte religii (1,24%)
     Necunoscută (6,58%)
Conform recensământului efectuat în 2021, populația comunei Podenii Noi se ridică la 4.590 de locuitori, în scădere față de recensământul anterior din 2011, când fuseseră înregistrați 4.860 de locuitori. Majoritatea locuitorilor sunt români (89,13%), cu o minoritate de romi (4,47%), iar pentru 6,41% nu se cunoaște apartenența etnică. Din punct de vedere confesional, majoritatea locuitorilor sunt ortodocși (92,18%), iar pentru 6,58% nu se cunoaște apartenența confesională.

## Politică și administrație
Comuna Podenii Noi este administrată de un primar și un consiliu local compus din 13 consilieri. Primarul, Mihai Alionte[*], de la Partidul Social Democrat, este în funcție din 2012. Începând cu alegerile locale din 2024, consiliul local are următoarea componență pe partide politice:
|  | Partid                          | Consilieri | Componența Consiliului | Componența Consiliului | Componența Consiliului | Componența Consiliului | Componența Consiliului | Componența Consiliului | Componența Consiliului | Componența Consiliului |
|  | ------------------------------- | ---------- | ---------------------- | ---------------------- | ---------------------- | ---------------------- | ---------------------- | ---------------------- | ---------------------- | ---------------------- |
|  | Partidul Social Democrat        | 8          |                        |                        |                        |                        |                        |                        |                        |                        |
|  | Alianța Dreapta Unită           | 2          |                        |                        |                        |                        |                        |                        |                        |                        |
|  | Alianța pentru Unirea Românilor | 2          |                        |                        |                        |                        |                        |                        |                        |                        |
|  | Partidul Național Liberal       | 1          |                        |                        |                        |                        |                        |                        |                        |                        |

## Istorie
În 1864, comuna făcea parte din Plasa Podgoria.
La sfârșitul secolului al XIX-lea, comuna făcea parte din plasa Podgoria a județului Prahova și era formată din satele Ghiocel, Mehedința, Rahova, Nevesteasca, Popești, Valea Dulce, Podenii Noi, Sfârcaru și Păcăloaia, cu o populație totală de 3760 de locuitori care trăiau în 675 de case. Comuna avea o școală mixtă frecventată în 1899 de 53 de elevi și 6 biserici ortodoxe — în Podenii Noi, refăcută în 1827, în Ghiocel (1841), Mehedința (1861), Rahova (1832), Popești (1857) și Valea Dulce (1807). În perioada interbelică, comuna este menționată în anuarul Socec în componența actuală, acolo figurând și satul Podul lui Galben; comuna avea în total 4614 locuitori.
În 1931, câteva sate ale comunei s-au separat și au format comuna Mehedința, aceasta având în compunere localitățile: Ghiocel, Mehedința, Nevesteasca, Păcăloasa, Rahova și Sfăcărău; în comuna Podenii Noi au rămas satele Podenii Noi, Podul Galben, Popești și Valea Dulce. În 1950, comunele au trecut în subordinea raionului Teleajen din regiunea Prahova și apoi (după 1952) din regiunea Ploiești. În 1964, satul Păcăloaia a fost rebotezat Sălcioara, iar în 1968 s-a revenit la organizarea pe județe și cele două comune au redevenit parte a județului Prahova. Tot atunci, comuna Mehedința s-a desființat, fiind inclusă în comuna Podenii Noi.

## Monumente istorice
Două obiective din comuna Podenii Noi sunt incluse în lista monumentelor istorice din județul Prahova ca monumente de interes local. Unul este un sit arheologic, așezara din Epoca Bronzului (cultura Tei) descoperită în „Valea Ciuciurului” (în zona satului Mehedința). Celălalt, clasificat ca monument memorial sau funerar, este o cruce de pomenire din piatră (1812) aflată lângă biserica din satul Rahova. Monumentul Eroilor Neamului din Primul și al Doilea Război Mondial. inaugurarea Monumentului a avut loc în ziua de 2 mai 2004.